# 7e régiment d'instruction et d'intervention de la sécurité civile
Le 7e régiment d'instruction et d'intervention de la sécurité civile (7e RIISC) est un régiment de l’Armée de terre française appartenant à l’arme du génie et faisant partie de la brigade militaire de la sécurité civile (BMSC).
Le régiment est situé sur la commune de Brignoles et est mis pour emploi auprès du ministère de l'Intérieur pour intervenir, tant en France qu’à l’étranger, face aux risques majeurs de toute nature pour protéger les populations et sauvegarder l’environnement.

## Histoire

### Les dates importantes de la création de l'unité
Le 16 mai 1974, le décret n°74-462 donne naissance à l’unité d’instruction de protection civile n°7 (UIPC 7). Son rôle est d'instruire les appelés en matière de protection civile et de renforcer les moyens de secours territoriaux habituels. Elle constitue un corps de troupe de l’armée de terre. En 1978, elle prend le nom d’unité d’instruction de la sécurité civile n°7 (UISC 7).
En 1988, l’unité est renommée unité d’instruction et d’intervention de la sécurité civile n°7 (UIISC 7), date à laquelle les combinaisons kaki ont été abandonnées au profit du treillis bleu des sapeurs sauveteurs.
Le 31 janvier 2007, l'unité reçoit son drapeau des mains du général d’armée Bruno Cuche, alors chef d'état-major de l'Armée de terre. Il reprend, par filiation, les décorations du fanion de commandement de l’UIISC 7.
Le 27 juin 2022, le drapeau de l'unité a été décoré de la médaille d'honneur pour acte de courage et de dévouement échelon or ainsi que de la médaille de la Défense nationale échelon or avec palme de bronze (citation à l'ordre de l'armée).
Le 1er juillet 2025, l'UIISC 7 change d'appellation et devient le 7e régiment d'instruction et d'intervention de la sécurité civile (7e RIISC).

### Interventions majeures en France et dans le monde
Depuis sa création, les sapeurs sauveteurs de l’UIISC 7 se sont distingués sur un grand nombre de catastrophes majeures en France et dans le reste du monde :
- 1976 : Tremblement de terre du Frioul en Italie
- 1980 : Tremblement de terre en Algérie (El Asnam)
- 1985 : Tremblement de terre à Mexico [5]
- 1986 Tremblement de terre de Kalamata en Grèce.
- 1988 : Inondations de Nîmes.
- 1988 : Tremblement de terre en Arménie
- 1989 : cyclone Hugo en Guadeloupe
- 1990 : Séisme en Iran
- 1990 : Séïsme dans le nord des Philippines (Baguio)
- 1992 : Tremblement de terre en Turquie (Erzincan)
- 1992 : Inondations de Vaison la Romaine
- 1993 : Intervention sur l'ïle de la Réunion sur un incendie suivi par le cyclone Colina[6]
- 1999 : Pluies torrentielles dans le Languedoc Roussillon et tremblement de terre en Turquie
- 2001 : AZF Toulouse
- 2003 : Feux de forêt catastrophes sur l’arc méditerranéen
- 2009 : Tempête Klaus
- 2010 : Tempête Xynthia et tremblement de terre d’Haïti
- 2015 : Épidémie Ebola en Guinée[7] et tremblement de terre au Népal[8]
- 2017 : Cyclone Irma aux Antilles[9]
- 2018 : Feux de forêt en Suède[10] et inondations dans l’Aude[11]
- 2019 : Feux de forêt en Amazonie[12]
- 2022 : Feux de forêt en Gironde[13]
- 2023 : Séisme en Turquie et Syrie[14]

## Chefs de corps
- 2008-2010 : colonel Laurent Léna[15]
- 2010-2012 : colonel François Valette[15]
- 2012-2014 : colonel Pierre de Villeneuve[16]
- 2014-2016 : colonel Philippe Brugère[17]
- 2016-2018 : colonel Gabriel Foisel[18]
- 2018-2020 : colonel Rémi Cottin[19]
- 2020-2022 : colonel Christophe Libert[20]
- 2022-2024 : colonel Philippe Bertran de Balanda[21]
- depuis 2024 : colonel Nicolas Rynine